# ゴパル・プラサド・リマル
ゴパル・プラサド・リマル (ネパール語: गोपाल प्रसाद रिमाल;  Gopālprasād Rimāl、1917年5月21日 – 1973年10月24日)は、ネパール、カトマンドゥ出身の詩人。
研究者の マイケル・ハットによれば、リマルは最初の「革命的な」ネパールの詩人で、初めて韻律の使用を拒否した詩人として記憶されている、とのことである。

## 経歴
父ウマカンタ・リマルと母アディタヤ・クマリ・リマルの元に生まれる。処女詩「Kavi ko Gayan」は、月刊誌『Sarada』に掲載された。
リマルは、青春時代、ラナ王朝の転覆を志す革命家たちの影響を受けた。1930年代には詩人として成功し、1940年代には劇作家としてのキャリアをスタートさせた。1941年、ダシュラス・チャンドを含む政治的扇動者のグループが死刑された後、リマルは若い詩人たちを集め、朝はパシュパティナートで、夜はショブナ・バーガヴァティの祠堂で賛美歌を歌って抗議を行った。
リマルはラナ王朝の支配者に反対するために「プラジャ・パンチャット」と呼ばれる組織を設立し、反政府運動に関与したために何度か投獄された。 1950〜52年に起こったネパールの民主化運動の成功に重要な役割を果たしたが、その後の派閥争いに幻滅し、運動から距離を置いた。
ネパールの民主化に失敗したリマルは、その後、精神的に不安定になり、ラーンチーの精神病院に送られた。その後、彼はネパールに連れ戻され、残りの人生をカトゥマンドゥの路上で気が狂ったように歩き回って過ごし、1973年に死亡した。

## 受賞歴
- 詩集　『Aama ko sapana』 - マダン賞(1962)

## 影響
バンジュラ・ギリはトリブバン大学で女性初のPh.D.を取得した詩人だが、専門はゴパル・プラサド・リマルの詩についてであった。